# Hot Springs (Dacota do Sul)
Hot Springs é uma cidade localizada no estado norte-americano de Dakota do Sul, no Condado de Fall River.

## Demografia
Segundo o censo norte-americano de 2000, a sua população era de 4129 habitantes.
Em 2006, foi estimada uma população de 4102, um decréscimo de 27 (-0.7%).

## Geografia
De acordo com o United States Census Bureau tem uma área de
7,5 km², dos quais 7,5 km² cobertos por terra e 0,0 km² cobertos por água. Hot Springs localiza-se a aproximadamente 1051 m acima do nível do mar.

## Localidades na vizinhança
O diagrama seguinte representa as localidades num raio de 36 km ao redor de Hot Springs.